# 祖瓦夫克
祖瓦夫克（法語：Zouafques，法語發音：[zwafk]）是法国上法蘭西大區加来海峡省的一个市镇，属于圣奥梅尔区。

## 地理
祖瓦夫克（50°48'58"N, 2°3'21"E）面积3.93 平方千米，位于法国上法蘭西大區加来海峡省，该省份为法国北部沿海省份，西北濒北海，南至索姆省，东临北部省。
与祖瓦夫克接壤的市镇（或旧市镇、城区）包括：埃姆河畔雷克、诺尔多斯克、埃姆河畔图尔讷姆、聚凯尔克。

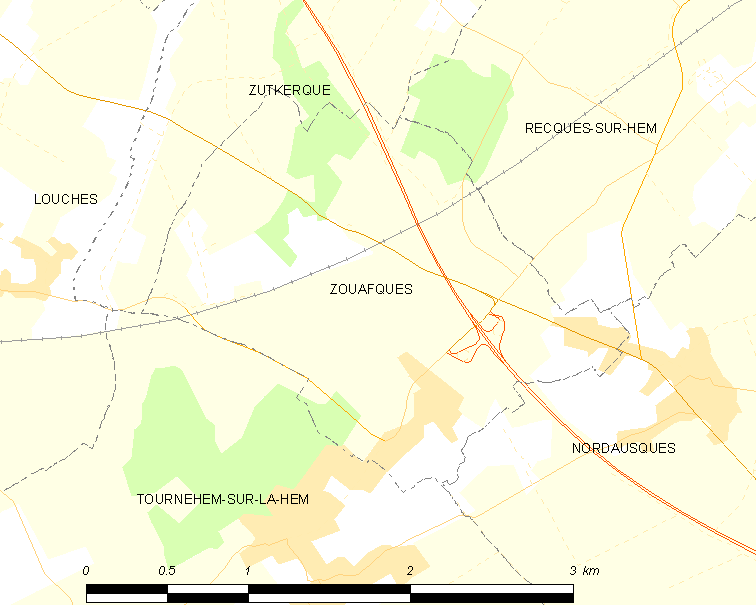
祖瓦夫克的OSM定位图

祖瓦夫克的时区为UTC+01:00、UTC+02:00（夏令时）。

## 行政
祖瓦夫克的邮政编码为62890，INSEE市镇编码为62904。

## 政治
祖瓦夫克所属的省级选区为圣奥梅尔县。

## 人口

1962-2008年间祖瓦夫克人口变化图示

祖瓦夫克于2022年1月1日时的人口数量为590人。